# 폴 캔트너
폴 로린 캔트너(영어: Paul Lorin Kantner, 1941년 3월 17일 ~ 2016년 1월 28일)는 미국의 록 음악가, 기타리스트이자 가수이다. 제퍼슨 에어플레인의 결성 멤버로 잘 알려져 있으며, 파생 밴드 제퍼슨 스타십 멤버로도 활동하였다.